# MirOS BSD
MirOS BSD (ранее MirBSD) — это свободная операционная система, которая стартовала как форк OpenBSD 3.1 29 августа 2002 года. Основные направления разработки проекта:
- как и OpenBSD, проект уделяет большое внимание вопросам безопасности
- улучшенная поддержка локализаций, включая полноценную поддержку работы с UTF-8
- сознательный отказ от поддержки симметричной мультипроцессорности (SMP)

Со времени появления проекта исходный код MirOS BSD был включен также в другие ОС семейства BSD — FreeBSD, NetBSD, MicroBSD, ekkoBSD и некоторые другие.
Одна из целей проекта состоит в том, чтобы сделать порт для запуска MirOS на ядре Linux, поэтому название было решено изменить с «MirBSD» на «MirOS».